# Selva di Polidoro
La Selva di Polidoro è un dipinto a olio su tavola (35x162 cm) attribuito a Tiziano, databile al 1506-1508 circa e conservato nei Musei civici di Padova. Fa coppia con la Nascita di Adone nello stesso museo.

## Storia
L'opera proviene dalla decorazione di un cassone, che pervenne nel museo col legato di Emo Capodilista del 1864. Già riferita a Giorgione, venne assegnata al giovane Tiziano dal Morassi, ma non mancano altri nomi proposti, tra cui quello del Romanino. 

## Descrizione e stile
In un ampio paesaggio si svolge la scena mitologico/letteraria, derivata dalle Metamorfosi di Ovidio: per ordine del padre Priamo Polidoro porta al fratellastro dell'oro di Troia perché lo custodisca, ma viene ucciso, a destra, per impossessarsi del bottino. Al centro si vede l'incendio di Troia. Le figure femminili a sinistra sono forse Ecuba e una serva.
L'attribuzione a Tiziano si basa sull'intensità cromatica e la concitata espressività delle figurette.